# Eamonn Toal
Eamonn Toal är en irländsk sångare som kom sexa i Eurovision Song Contest 2000 i Globen i Stockholm med bidraget Millennium of Love.